# Turok: Dinosaur Hunter
Pour les articles homonymes, voir Turok.
Ne doit pas être confondu avec Dinosaur Hunter (jeu vidéo).
Turok : Dinosaur Hunter (ou simplement Turok) est un jeu vidéo de tir en vue à la première personne sorti sur la console Nintendo 64 en 1997 dans le monde. Le jeu est développé par Iguana Entertainment et édité par Acclaim, et il est le premier jeu de ces compagnies à être sorti sur Nintendo 64.
Le jeu a fait l'objet d'un remaster sur Windows, Xbox One et Nintendo Switch.

## Trame

### Univers
Turok : Dinosaur Hunter est adapté de la bande dessinée américaine Turok, créée par Rex Maxon et publiée par Dell Comics (1956-1962), puis par Valiant Comics.
Le joueur contrôle un guerrier amérindien, Turok, qui doit arrêter le Campaigner, homme voulant conquérir le monde avec une arme ancienne et puissante dont le joueur récupère les pièces le long des huit niveaux.
Le jeu en lui-même se démarque par son action prenant place dans huit grands niveaux en plein air pour la plupart, sa réalisation tout en 3D, ainsi que son effet de brouillard permanent permettant de conserver un nombre d'images par seconde convenable. La cartouche du jeu fait 8 Mo.

### Synopsis
Le joueur prend le contrôle de Tal'Set (Turok), un Amérindien guerrier voyageant dans le temps. Le manteau de Turok est transmis à chaque génération à l'aîné des mâles. Chaque Turok est chargé de protéger la barrière entre la Terre et Lost Land, un monde primitif où le temps n'a pas de sens. The Lost Land est habitée par une variété de créatures, des dinosaures aux aliens. Le général d'une armée privée futuriste connu sous le nom de Campaigner cherche un ancien artefact connu sous le nom Chronoscepter, une arme si puissante qu'elle a été brisée en morceaux afin de l'empêcher de tomber entre de mauvaises mains.

## Système de jeu
Le jeu est composé de huit vastes niveaux. Les premiers niveaux (de un à six) se déroulent dans la jungle ou dans une ancienne cité en ruine, style Azteque. D'ailleurs, l'un d'eux se déroule dans une cité perchée dans les arbres, un peu comme les habitats Ewok de Star Wars. Les deux derniers niveaux se déroulent dans un environnement semi-désertique. Le dernier se déroulant à l'intérieur de la base de l'ennemi, le Campaigner, dans un environnement style science fiction.
Le jeu comporte quatre boss :
- Un militaire soutenu par deux hummer qui attaquent le joueur ;
- Une mante religieuse géante ;
- Un tyrannosaure Cyborg ;
- Le Campaigner, le chef des ennemis que le joueur avait affronté durant le jeu.

La plupart des ennemis sont humains, sauf dans le dernier niveau ou le joueur doit affronter des cyborgs et des robots. Les ennemis humains sont soit des mercenaires ou alors des guerriers anciens, style azteque. Il existe d'autres catégories d'ennemis non humains, comme les Mantis, une race extraterrestre du genre insecte dont le joueur détruit le nid dans la suite du jeu, Turok 2: Seeds of Evil.
Pour ce qui est des animaux, il y a des droméosauridés (ou raptors), des dimetrodons, des triceratops montés par un guerrier, des libellules géantes, des cafards géants et des plantes carnivores géantes (elle ne se déplacent pas, mais attaquent par la projection de piquants et si on est trop près, en « mordant »). Il y a également des biches et des sangliers qui permettent au joueur de récupérer des vitalités.
Turok possède un couteau, un arc avec la possibilité de récupérer des flèches explosives, un pistolet, un fusil à pompe, un fusil automatique (balles simples et explosives pour les deux fusils), une mitraillette, un fusil à plasma, une gatling, un lance-grenade, un fusil à impulsion, une arme alien, un quadruple lance-roquettes, un canon à fusion et le Chronoscepter. À savoir que les armes suivantes ont des munitions communes entre elles :
- le pistolet et la mitraillette ;
- les deux fusils ;
- le fusil à plasma, le fusil à impulsion et l'arme extraterrestre.

### Liste des niveaux
Le jeu est composé de huit niveaux :
1. Ruine du hub niveau de départ du jeu qui permet de rejoindre, a la fin, le hub permettant d'acceder aux 7 niveaux différents. Il se déroule dans la jungle principalement
2. La jungle représente le deuxième niveau du jeu. Similaire au Hub, la jungle est plus dense et plus épaisse et comporte des constructions antiques amenant, le joueur, à des zones en hauteurs. Il devra également explorer des grottes où s'abritent de nombreux Leapers.
3. La ville antique
4. Les ruines
5. Les catacombes
6. Le village arboricole
7. Les terres oubliées
8. La confrontation finale est le dernier niveau du jeu, qui est, accessible après la récupération de toutes les clés dispersées dans les différents niveaux. L'aspect de ce niveau emprunte des styles de science-fiction où d'innombrables éléments sont présents : pièges, ascenseurs antigravitationnels, lasers,... Le joueur devra emprunter des pièces contenant des ordinateurs, passer dans des marées artificielles, des zones d'eaux, des couloirs étroits pour combattre un tyrannosaure Cyborg, et ensuite, le Campaigner.

## Réception
Turok a été un succès critique et commercial et a reçu des critiques élogieuses de magazines de jeux vidéo. Il est devenu le titre le plus populaire de la Nintendo 64 dans le mois suivant sa sortie. Il a été jugé l'un des meilleurs jeux de tir de la console.

### Ventes
Un des premiers jeux de la Nintendo 64, le jeu est vendu à 1,5 million d'exemplaires. Il a notamment stimulé les ventes de la Nintendo 64 et devient le seul jeu non édité par Nintendo dans la catégorie Player's Choice en 1998.

## Postérité
Turok a fondé une franchise de jeu vidéo qui comprend actuellement six suites. Le jeu bénéficie rapidement d'une suite, avec Turok 2: Seeds of Evil en 1998 sur Nintendo 64 également. Sortent ensuite Turok: Rage Wars (multijoueur) et Turok 3: Shadow of Oblivion.
Turok 2 et 3 disposent d'un mode multijoueur (jusqu'à quatre joueurs) avec des règles qui allaient de la simple bataille royale jusqu'au « kill the crazy monkey » où les joueurs devaient tuer le plus de fois possible un macaque qui parcourait le niveau en courant. Il était incarné aléatoirement par un des joueurs. Son but était d'éviter de se faire tuer un maximum de fois avant la fin du décompte.
En août 2015, l'entreprise de développement de jeux vidéo Night Dive Studios annonce le développement d'une version remastérisé en haute définition pour PC. Le 17 décembre 2015, le jeu est rendu disponible sur Steam apportant de nombreuses améliorations :
- le support de résolution haute définition et des écrans larges,
- le support de OpenGL offrant une portabilité,
- l'éclairage dynamique, le flou lumineux, l'anticrénelage FXAA, les effets sur l'eau, le support de la synchronisation verticale,
- la possibilité de redéfinir toutes les actions pour la souris, le clavier et la manette,
- et les succès Steam.

Le jeu est sorti le 2 mars 2018 sur Xbox One et le 18 mars 2019 sur Nintendo Switch.
Le code source original est retrouvé dans une station de travail SGI Indy achetée d'occasion à la fin des années 2010.